# Michele Pauli
Michele Pauli, in arte Pardo (Milano, 1965), è un chitarrista e produttore discografico italiano.
È fra i membri fondatori di Casino Royale e del progetto drum and bass Royalize, ha collaborato con musicisti e produttori come Howie B, Tim Holmes di Death in Vegas, Ben Young, Mickey Dread, DJ Gruff, Sangue Misto. Pardo ha fondato con gli artisti Lovett/Codagnone il gruppo performativo Candidate e attualmente dirige OOH-sounds, etichetta indipendente che pubblica musica elettronica e sperimentale e cura Hand Signed un progetto che realizza e promuove eventi di musica elettronica e sperimentale con l’obiettivo di esplorare le relazioni fra musica e contemporaneita’. Attualmente pubblica sotto lo pseudonimo Backwords.

## Discografia

### Album con Casino Royale
- 1988 - Never Let You Go/Stand Up Terry! (45giri) (Tricontinental)
- 1988 - Soul of Ska (Der Nagel/Vox Pop)
- 1990 - Jungle Jubilee (Kono Records)
- 1990 - Ten Golden Guns (Unicorn)
- 1991 - Skaravanpetrol
- 1993 - Dainamaita (Black Out)
- 1995 - Sempre più vicini (Black Out)
- 1996 - 1996: Adesso! (live - Black Out)
- 1997 - CRX (Black Out)
- 2002 - Best Casino Royale (raccolta - Universal Music)
- 2003 - Protect me (maxi singolo)
- 2003 - In My Soul Kingdom (maxi singolo)
- 2006 - Reale (V2 Records)
- 2007 - Not in the Face (Reale Dub Version) (V2 Records)
- 2008 - Royale Rockers: The Reggae Sessions (raccolta - V2 Records)
- 2011 - Io e la mia ombra (V2 Records)
- 2013 - 45°30' 06.449'' N 09°12' 30.286'' E (live)